# So endete eine Liebe
So endete eine Liebe ist ein deutsches Filmdrama aus dem Jahr 1934 unter der Regie von Karl Hartl. Die Hauptrollen sind mit Paula Wessely, Willi Forst und Gustaf Gründgens besetzt.

## Handlung
Da Josephine Napoleon I. keinen Thronerben schenken kann, setzt Talleyrand, Napoleons politischer Berater, alles daran, sie davon zu überzeugen, dass eine Scheidung unausweichlich ist. Der Kaiser brauche unbedingt einen Sohn. Josephine ist zu diesem Zeitpunkt 47 Jahre alt und leidet sehr darunter, sich von ihrem Mann trennen zu müssen. Nachdem die Scheidung vollzogen ist, erhält Metternich, der die Geschicke Österreichs lenkt, einen Brief Talleyrands, der mit den Worten beginnt: „Ich habe das Meinige in dieser Angelegenheit getan, tun Sie das Ihrige.“ Napoleon selbst wendet sich zur selben Zeit an Kaiser Franz I. von Österreich, der ihm helfen soll, da der Korse sich eine habsburgische Prinzessin an seiner Seite und auf dem französischen Thron wünscht. Eine Antwort durch Metternich geht alsbald ein, die besagt, dass Franz I. einer solchen Verbindung zustimme, und seine älteste Tochter, die 19-jährige Marie-Louise, dabei im Auge habe.
Die junge Erzherzogin, die sich mit der zweiten Gattin Franz I., der oft kränkelnden Kaiserin Maria Ludovika und weiteren Kindern des Kaisers in der Sommerresidenz des Paares in Ungarn aufhält, ahnt nichts von dem Damoklesschwert, das über ihr schwebt. Marie-Louise hat mit der zweiten Frau ihres Vaters, die nicht sehr viel älter als sie selbst ist, ein gutes, freundschaftliches Verhältnis. Ludovika hasst Napoleon, da er nicht nur Österreich besiegt, sondern auch das Herzogtum ihres Bruders Franz von Modena an sich gerissen hat.
Metternich ist davon überzeugt, dass eine Verbindung der Häuser Habsburg – Bonaparte politisch notwendig ist, stößt jedoch bei der Durchführung seines Planes auf ungeahnte Schwierigkeiten. Der österreichische Kaiser scheint plötzlich nicht mehr gewillt, dem revolutionären Diktator und Kaiser seine Tochter zur Frau geben zu wollen. Er hatte dieser in der Vergangenheit versprochen, dass sie einen Mann nach ihrer Neigung wählen könne. So stellt er dem Staatsmann frei, selbst die Einwilligung der Erzherzogin zu einer solchen Verbindung einzuholen. Da Metternich nur allzu gut weiß, dass Marie-Louise viel auf die Meinung der Kaiserin Maria Ludovika gibt, die Napoleon verabscheut, ist er sich bewusst, dass ein solches Unterfangen fast unmöglich ist. Als er den Kaiser darauf hinweist, meint dieser nur leichthin, ob und wie er das schaffe, sei schließlich seine Sache, er sei doch Diplomat. Metternich überlegt hin und her und kommt dann auf die Idee, Herzog Franz von Modena, den Bruder Maria Ludovikas mit der Aufgabe zu betrauen, seine Schwester umzustimmen. Herzog Franz, der nach der Absetzung durch Napoleon keine wirkliche Aufgabe mehr hat, braucht zur Aufrechterhaltung seines gewohnten Lebensstandards Geld, wie Metternich schnell in Erfahrung bringen kann. So lässt der Staatsmann dem jungen Herzog eine größere Summe anweisen und verbindet damit die Bitte, sich nach Ungarn zu seiner Schwester zu begeben und dort alles für eine Werbung Napoleons um die junge Marie-Louise vorzubereiten. Obwohl Franz dieser Bitte zuerst nicht nachkommen will, ist er durch die Annahme des Geldbetrages in Metternichs Schuld und willigt letztendlich ein.
In Ungarn wird Franz von seiner Schwester und den Kindern mit großer Freude begrüßt und als er Marie-Louise gegenübersteht, erkennt er in dieser seine einstige Jugendgespielin wieder. Schnell wird ihm durch Marie-Louises Verhalten klar, dass er ihre erste große Liebe war und ist und sie das ihr einst von ihm gegebene Versprechen nicht vergessen hat. Als die Erzherzogin 15 Jahre alt war, hatte Franz ihr versichert, dass er wiederkommen werde, um sie um ihre Hand zu bitten. Marie-Louise hatte ihm damals beteuert, dass sie auf ihn warten werde. Die Erzherzogin, die fest davon überzeugt ist, dass Franz aus diesem Grund nach Ungarn gekommen ist, ist überglücklich. Sie genießt jede Stunde mit dem Mann, dem ihr Herz gehört. Franz erwidert ihre Liebe aufrichtig. Immer wieder verschiebt er den Zeitpunkt, da er Marie-Louise davon erzählen müsste, was er über ihr zukünftiges Schicksal weiß. Als er von Napoleons Scheidung und den Gründen dafür erzählt, findet Ludovika sich in ihrer Meinung über den Korsen bestätigt und Marie-Louise bedauert arglos die zukünftige Frau an der Seite dieses Mannes. Aber auch jetzt findet Franz nicht den Mut, offen mit der von ihm geliebten Frau zu sprechen, zu groß ist das Glück, das er zusammen mit ihr empfindet und das er nicht missen möchte. So vergeht der Sommer wie im Rausch.
Maria Ludovika sieht mit Freude, wie glücklich Marie-Louise und ihr Bruder miteinander sind und schreibt davon auch in ihrem Brief an den Kaiser. Dieser ist alarmiert und sieht nur eine Möglichkeit. Er antwortet seiner Frau, schildert ihr den Sachverhalt und verweist darauf, dass die Heirat Marie-Louises mit Napoleon inzwischen eine beschlossene Sache sei. Ob der schlimmen Nachricht wird die Kaiserin krank und Franz reist nach Wien, um mit Marie-Louises Vater zu sprechen, und ihn zu bitten, seine Entscheidung rückgängig zu machen. Schnell muss er jedoch erkennen, dass der Kaiser selbst schwer daran zu tragen hat und sich niemals so entschieden hätte, gäbe es einen anderen Ausweg für sein Land. Zur selben Zeit spricht Metternich in Ungarn mit Marie-Louise, die inzwischen weiß, dass sie Napoleon heiraten soll. Er macht der jungen Erzherzogin klar, dass ein Krieg bevorstehe, wenn sie Napoleons Antrag nicht annehmen werde, ein Krieg mit vorhersehbarem Ausgang, dem das österreichische Imperium und seine Dynastie zum Opfer fallen würden. Und das alles, weil sie ihr persönliches Glück über das Schicksal ihres Landes stellen wolle. So willigt die junge Frau in eine Ehe mit dem französischen Kaiser ein.
Am Tag ihrer Trauung wird Marie-Louise ein letztes Mal Gelegenheit gegeben mit Franz von Modena zu sprechen. Obwohl sie inzwischen alles weiß, dankt sie Franz für die glücklichste Zeit ihres Lebens. Als Marie-Louise dann in einer Ferntrauung allein vor dem Altar steht, sieht man unter den Anwesenden kein einziges glückliches Gesicht. Auch Metternich ist betroffen von der Einsamkeit, die sie umgibt. Leise murmelt er vor sich hin: „Du glückliches Österreich, heirate ...“, woraufhin Franz, der ganz in seiner Nähe steht, erwidert: „Auch damit werden Sie Länder auf Dauer nicht verbinden, Herr von Metternich, und der Welt den ewigen Frieden geben!“ Als Orgeltöne die Kirche erfüllen und bekunden, dass die Trauung vollzogen ist, ist das das Ende einer großen Liebe.

## Produktion und Hintergrund
So endete eine Liebe entstand zwischen Anfang August und Mitte September 1934 in den Tobis-Ateliers in Berlin-Johannisthal. Die Außendrehs fanden in Würzburg und in Ungarn statt. Produktionsfirma war die Cine-Allianz Tonfilm GmbH (Berlin). Die Produktions- wie die Herstellungsleitung hatte Fritz Klotzsch inne, die Aufnahmeleitung Viktor Eisenbach. Für die Filmbauten war Werner Schlichting verantwortlich, für den Ton Hans Grimm. Für Paula Wessely war es nach Maskerade ihre zweite Rolle in einem Tonfilm.
Der Film wurde am 16. Oktober 1934 einer Zensurprüfung unterzogen. Uraufgeführt wurde er am 18. Oktober 1934 im Ufa-Palast am Zoo in Berlin. Aufgrund des Ausgangsmaterials aus dem Jahr 1934 wurde der Film später stellenweise untertitelt. Eine geplante englischsprachige Filmversion wurde nie realisiert.

## Veröffentlichung
- Portugal am 5. November 1934 sowie am 5. November 1935 unter dem Titel Assim Acaba um Grande Amor
- Niederlande am 25. Januar 1935 unter den Titeln Het einde van een liefde und Liefdesfinale sowie So endete eine Liebe
- Dänemark am 4. Februar 1935 unter dem Titel Kejserens Bryllupsklokker
- Spanien am 8. April 1935 in Madrid unter dem Titel Maria Luisa de Austria
- Finnland am 10. Mai 1936
- Tschechoslowakei 1937 unter dem Titel So endete eine Liebe
- Japan am 18. August 1938 unter dem Titel Sasayaki no kokage
- Brasilien unter dem Titel Assim Acaba um Grande Amor
- Vereinigtes Königreich unter dem Titel So Ended a Great Love
- Griechenland unter dem Titel Ta dakrya tis vasilissis
- Italien unter dem Titel Così finì un amore
- Jugoslawien unter dem serbischen Titel Ljubavi je kraj
- weltweiter englischer Titel End of an Affair

## Historie

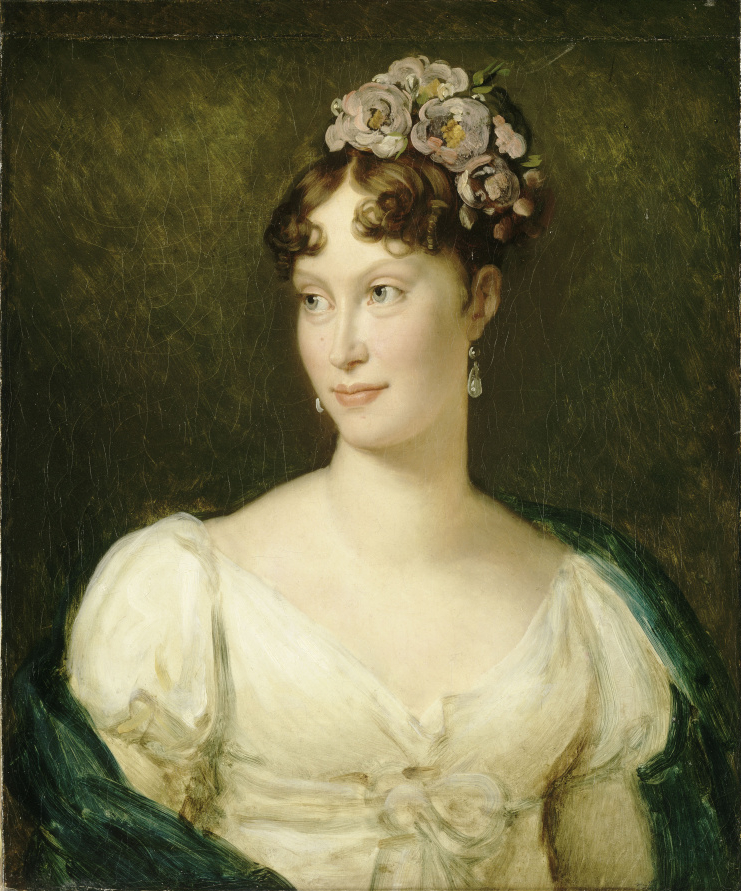
Marie Louise von Österreich
(Porträt von François Gérard)

Marie-Louise von Österreich (1791–1847) war die Tochter von Franz II./I.  sowie dessen zweiter Ehefrau Maria Theresia von Neapel-Sizilien und zweite Ehefrau Napoleons I. Marie-Louise verlor ihre Mutter im Alter von 15 Jahren. Ein Jahr später heiratete ihr Vater Maria Ludovika Beatrix von Österreich-Este. Aufgrund einer Krankheit Maria Ludovikas blieb diese Ehe kinderlos. Durch eine Heirat seiner ältesten Tochter mit Napoleon erhoffte sich Franz II./I. eine Festigung der politischen Verhältnisse zwischen dem Kaiserreich Frankreich und dem Kaisertum Österreich. Napoleon hingegen versprach sich von dieser Verbindung eine Legitimation seines Kaiserreichs. Im März 1810 fand eine Ferntrauung zwischen der damals 18-jährigen Erzherzogin und dem Kaiser der Franzosen statt, wie im Film erwähnt, wurde Napoleon durch den Erzherzog Karl vertreten.
Wie auch im Film angedeutet, verabscheute Marie-Louise, ebenso wie ihre Stiefmutter, Napoleon, da er ihren geliebten Vater mehrmals militärisch gedemütigt hatte. Die junge Dame hatte sich, wie auch im Film, in sehr jungem Alter in den Erzherzog Franz von Modena-Este verliebt, den Bruder ihrer Stiefmutter Maria Ludovika. Ihr Vater wäre jedoch mit einer derartigen Heirat nicht einverstanden gewesen. Wie auch im Film fügte sich Marie-Louise in ihr Los und betrachtete das, was ihr widerfuhr, als eine Art persönliches Opfer für das Haus Habsburg. Sie schenkte Napoleon zwar den ersehnten Thronfolger Napoléon François Charles Joseph Bonaparte, war aber beim französischen Volk alles andere als beliebt. Nach Napoleons Abdankung 1814 floh sie mit ihrem Sohn nach Wien.

## Kritik
Film.at war der Ansicht, der Film wisse „aus seinem vielversprechen[d]en Sujet nicht allzu viel zu machen, weil er den Mut zur echten Haupt- und Staatsaktion vermissen“ lasse „und ins Private ausweich[e]“. Gleichwohl sei es „interessant zu sehen, wie Paula Wessely hier noch nach ihrer Rolle such[e] und verschiedene Attitüden durchprobier[e]. So mädchenhaft“.
Das Fernsehmagazin Hörzu befand: „Fesselnde, frei erzählte Biografie mit herausragenden Schauspielern.“
Karlheinz Wendtland war der Ansicht, dass der zweite Film von Paula Wessely nicht das halte, was Maskerade habe erwarten lassen. Wendtland führte aus: „Historie für den Spielfilm zurechtzustutzen, ist undenkbar. Das Schicksal der österreichischen Kaisertochter Marie-Luise, die aus politischen Erwägungen des Fürsten Metternich an Napoleon verkuppelt wurde, rührt zwar den Zuschauer an, erzeugt aber mehr Achtung als Ergriffenheit. Der Film ändert Handlung und Charaktere zugunsten einer rührenden Liebesgeschichte mit heroischer Entsagung. Trotz der hervorragenden schauspielerischen Leistungen der Wessely, Gustaf Gründgens’ und Willi Forsts, letzterer in der Rolle des Herzogs von Modena, den Marie-Luise liebt, läßt der Film oft kalt.“